# Donkey Kong 64
Donkey Kong 64 (скорочено DK 64) — платформер, розроблений компанією Rare і виданий Nintendo для консолі Nintendo 64. Гра була випущена в Північній Америці 24 листопада 1999 і в Європі 6 грудня 1999 року. Вона є продовженням трилогії Donkey Kong Country на SNES. Donkey Kong 64 розповідає про пригоди Данко Конга і чотирьох його родичів які намагаються повернути свої запаси Золотих бананів і виганяють злого короля К. Рула і його поплічників зі свого острова. Гравець може контролювати всіх п'ятьох Конгів на 8 окремих рівнях. Гра містить великий ігровий світ, а також багатокористувацький режим і кілька міні-ігор.
Donkey Kong 64 була першою грою, яка вимагала Expansion Pak, який передбачає більший обсяг оперативної пам'яті для покращеної графіки і розширення території (у наступних іграх Expansion Pak був зовсім не обов'язковим, за винятком The Legend of Zelda: Majora's Mask). Donkey Kong 64 згодом отримав звання Вибір гравця Nintendo 64.

## Ігровий процес
Гра є 3D квестом з сильним ухилом в бік платформера, подібно до Super Mario 64 і Banjo-Kazooie. Є в цілому 5 грабельних Конго, кожен з яких має унікальні здібності. Гравець починає з доступом тільки до Данко Конга. Розблокування інших 4 Конго є частиною гри (порядок наступний: Дідді, Ланкі, Тіні, а потім Чанкі). Є в цілому 7 територій (за вирахуванням островів DK): Жартівливі Джунглі (англ. Jungle Japes), Злий Ацтек (англ. Angry Aztec), Несамовитий Завод (англ. Frantic Factory), Похмурий Галеон (англ. Gloomy Galleon), Грибний Ліс (англ. Fungi Forest), Кристальні Печери, Страшний замок (англ. Creepy Castle). Кожен новий Конг доступний для гри через тег бочки (tag barrels), які розкидані по всьому світу. Крім того, кожен новий Конг представляє колір, який працює разом з унікальною системою збору у грі, де такі об'єкти, як банани і монети, можна зібрати лише Конгом такогож кольору. Кольори розподілені так: жовтий для Данко Конга, червоний для Дідді, фіолетовий для Тіні, синій для Ланкі і зелений для Чанкі.
Кожен Конг має кілька типів речей для збирання. У першу чергу це Золоті Банани. На кожному рівні є п'ять Золотих Бананів — по одному для кожного Конга.

## Персонажі
- Донкі Конг, головний герой гри. Він велика сильна Гірська Горила. У нього є Кокосова Гармата і грає на Бонго-барабанах.
- Дідді Конг, мавпа з червоними одягами. У нього є 2 Арахісові Пістолети, і він грає на гітарі.
- Ланкі Конг, орангутан з дуже довгими руками. Він вміє ходити на руках. Він також може надуватися і плавати в повітря. Він використовує Виноградну Духову Трубку, і грає на тромбоні.
- Тіні Конг, шимпанзе і молодша сестра Діксі Конг. Вона вміє плавати через повітря косичками, швидко обертаючись. Вона також може зменшуватися, щоб ходити в маленькі місця. У неї є Арбалет, який стріляє пір'ям. Вона грає на саксофоні.
- Чанкі Конг, старший брат Кідді Конга. Він дуже сильний, але він також лагідний. Він може піднімати дуже важкі предмети. Він також може рости і перетворитися на величезну горилу. У нього є Ананасова Базука, і грає на трикутнику.

--Інші Персонажі--
Кренкі Конг: стара горила, дідо Донкі Конга. Він робить зілля, які дають Конгам нові рухи.
Фанкі Конг: він робить для Конгів зброї, і теж часом робить нові особливості для зброї.
Кенді Конг: Висока шимпазе, і дівчина Донкі Конга. Вона дає Конгам музичні інструменти, і теж іноді дає зайвий кавун (очки здоров'я).

Снайд: ласка, яка працювала під Кремлінгами. Він зрадив К. Роля і тепер хоче допомогти Конгам. Конги дають йому синьки.